# Rebis

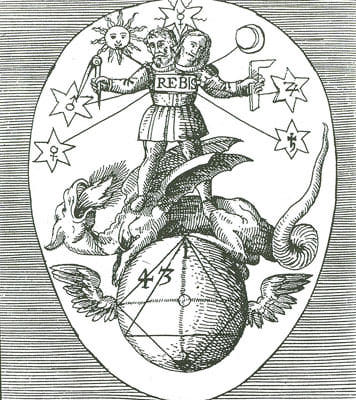
Rebis de Theoria Philosophiae Hermeticae (1617) por Heinrich Nollius

O Rebis (do latim res bina, que significa matéria dual ou dupla) é o produto final de magnum opus ou grande obra alquímica.

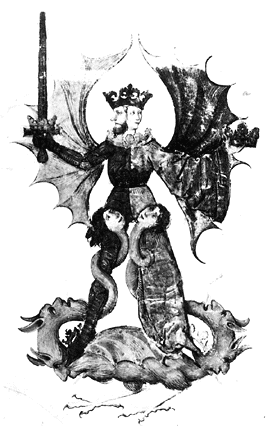
A imagem de andrógino-alquímico Rebis do século XV da coleção da Biblioteca Estadual da Baviera

Após passar pelos estágios de putrefação e purificação, separando qualidades opostas, essas qualidades são unidas mais uma vez no que às vezes é descrito como o hermafrodita divino, uma reconciliação de espírito e matéria, um ser de qualidades masculinas e femininas conforme indicado por a cabeça masculina e feminina dentro de um único corpo. O sol e a lua correspondem às metades masculina e feminina, assim como o Rei Vermelho e a Rainha Branca estão igualmente associados.
A imagem de Rebis apareceu na obra Azoth of the Philosophers de Basil Valentine em 1613.

## Origens
- Robert Allen Bartlett, Real Alchemy: A Primer of Practical Alchemy, Hays (Nicolas) Ltd, 2009,ISBN 978-0-8925-4150-8
- Barbara DiBernard, Alchemy and Finnegans Wake, Suny Press, 1980, p. 71,ISBN 978-0-87395-429-7
- Kathleen P. Long, Hermaphrodites in Renaissance Europe, Ashgate, 2006, p. 131,ISBN 978-0-7546-5609-8
- Alexander Roob, Alchimie et mystique: le musée hermétique, Taschen GmbH, 2006, p. 494,ISBN 978-3-8228-5037-4
- Murray Stein, Transformation: Emergence of the Self, Princeton University Press, 1989, p. 101
- Heinrich Nollius, Theoria philosophiae hermetica, Hanau, 1617
- Heinrich Jamsthaler, Viatorum spagyricum, Frankfurt a. M, Alemanha, 1625
- Lazarus Zetzner, Theatrum Chemicum, Estrasburgo, 1661